# Argyrostrotis sylvarum
Argyrostrotis sylvarum är en fjärilsart som beskrevs av Achille Guenée 1852. Argyrostrotis sylvarum ingår i släktet Argyrostrotis och familjen nattflyn. Inga underarter finns listade i Catalogue of Life.

## Bildgalleri

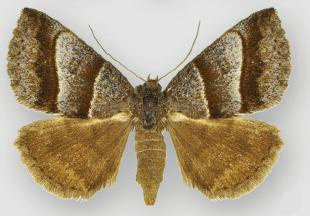